# Piotr Nowak
Piotr Nowak (Pabianice, 5 juli 1964) is een voormalig profvoetballer uit Polen, die zijn actieve carrière in 2002 beëindigde bij Chicago Fire in de Verenigde Staten. Nadien stapte hij het trainersvak in. Nowak gaf leiding aan de Amerikaanse nationale ploeg bij de Olympische Zomerspelen 2008 in Peking. Nowak was voor het laatst actief als hoofdtrainer van Jagiellonia Białystok. 

## Clubcarrière
Nowak speelde als middenvelder voor Poolse clubs als Zawisza Bydgoszcz, Widzew Łódź, Motor Lublin en Zawisza Bydgoszcz, voordat hij in 1990 naar het buitenland vertrok. Hij speelde in Turkije, Zwitserland, Duitsland en de Verenigde Staten, waar hij zijn loopbaan in 2002 beëindigde.

## Interlandcarrière
Nowak kwam negentien keer (drie doelpunten) uit voor de nationale ploeg van Polen in de periode 1990–1997. Hij maakte zijn debuut op 2 februari 1990 in de vriendschappelijke uitwedstrijd tegen Iran die met 2-0 werd gewonnen dankzij twee treffers van Jacek Ziober. Hij viel in dat duel na tachtig minuten in voor Maciej Sliwowski. Ook Adam Fedoruk maakte zijn debuut in deze wedstrijd.
Nowak speelde zijn negentiende en laatste interland op zaterdag 31 mei 1997, toen hij in de 65ste minuut plaats moest maken voor Cezary Kucharski in het WK-kwalificatieduel tegen Engeland (0-2). In zijn laatste zeven interlands droeg hij de aanvoerdersband.
| Interlanddoelpunten | Interlanddoelpunten | Interlanddoelpunten | Interlanddoelpunten | Interlanddoelpunten | Interlanddoelpunten | Interlanddoelpunten | Interlanddoelpunten |
| №                   | Datum               | Locatie             | Wedstrijd           | Goal                | Score               | Uitslag             | Competitie          |
| ------------------- | ------------------- | ------------------- | ------------------- | ------------------- | ------------------- | ------------------- | ------------------- |
| 1                   | 4 mei 1994          | Chicago             | Costa Rica – Polen  | 89'                 | 0 – 2               | 0 – 2               | Oefeninterland      |
| 2                   | 25 april 1995       | Zabrze              | Polen – Israël      | 2'                  | 1 – 0               | 4 – 3               | EK-kwalificatie     |
| 3                   | 7 juni 1995         | Zabrze              | Polen – Slowakije   | 71'                 | 4 – 0               | 5 – 0               | EK-kwalificatie     |

## Erelijst
TSV 1860 München
- Pools voetballer van het jaar

1996